# آفریقاقوها
آفریقاقوها (نام علمی: Afrocygnus) یک سرده منقرض‌شده از قوها است که در پایان میوسن شاید تا پلیوسن پسین در شمال آفریقای امروزی زندگی می‌کردند. تنها سردهٔ شناخته‌شده قوها در آفریقا، جدای از بقایای گسسته پلیستوسن یافت‌شده در شرق آفریقا و بازدیدهای گاهگاه قوهای سرگردان اروپایی در امتداد سواحل مدیترانه، در تالاب مرطوبی از لیبی تا چاد در میوسن، در طول زغال‌ددان،لیبیکوسور و انسان‌ساییان، و ساحل‌مردم چادی اولیه زندگی می‌کردند. این سرده به عنوان آرایه خواهر از سردهٔ موجود Cygnus در نظر گرفته می‌شود. فسیل‌های این سرده در سازند سحابی سیرنایکا در لیبی و در محله توروس-منالا در بیابان جوراب در شمال چاد کشف شده است.